# Navadna slinarica
Navadna slinarica (znanstveno ime Philaenus spumarius) je žuželka iz družine pravih slinaric, ki so svoje ime dobile po penastih ovojih, ki jih njihove ličinke naredijo okoli mesta, kjer se prisesajo na rastlino. 

## Opis
Odrasle žuželke dosežejo v dolžino med 5 in 7 mm, samice pa so nekoliko večje od samcev. Barva telesa je zelo različna, saje znanih okoli 20 različnih barvnih odtenkov navadne slinarice. Običajno so navadne slinarice rumenkastih, rjavkastih ali črnih odtenkov s svetlejšimi lisami, vendar pa so lise lahko tudi temne na svetlejši podlagi. 

## Habitat
Navadna slinarica je izjemno prilagodljiva žuželka in lahko preživi v različnih klimatskoh pasovih in v različnih življenjskih pogojih. Občutljive so edino na ekstremno sušo ali ekstremno vlago. So polifagi, kar pomeni, da se hranijo z mnogo rastlinskimi vrstami. Po večini se hranijo s travami, ločkovkami, različnimi zelnatimi rastlinami in s sokom nekaterih dreves. 

## Življenjski cikel
Samice odložijo med 350 in 400 jajčec posamično ali v skupinah na gostiteljske rastline ličink. Ob ugodnih klimatskih pogojih lahko prezimijo jajčeca, sicer pa zimo preživijo ličinke.
Spomladi se na travnikih in na drevesih lahko opazijo značilni slinasti ovoji, ki jih proizvajajo ličinke navadne slinarice. Te se namreč zavrtajo v stebla in liste gostiteljske rastline, okoli vhoda pa naredijo značilen slinast ovoj, ki jih ščiti pred plenilci. Hkrati jim ovoj zagotavlja primerno količino vlage in temperature, kar posledično vpliva na visok odstotek preživelosti tudi v slabih vremenskih pogojih. Ličinke se razvijajo okoli 50 dni, imagi pa zapustijo ovoje šele po okoli 10 dneh, ko se le-ti popolnoma posušijo. Samice se parijo kmalu po tem, ko zapustijo ovoje.

## Razširjenost in vpliv na okolje
Navadna slinarica je razširjena po večini Evrope, pa tudi po Severni Afriki, delih Rusije, Afganistana in Japonske. Kasneje so jo zanesli tudi v ZDA in Kanado. V nasadih oljk velja za škodljivca, saj s srkanjem sokov med drevesi prenaša okužbo z bakterijo Xylella fastidiosa, ki povzroča bakterijski ožig oljk.